# Лісна сільська адміністрація
Лісна́ сільська адміністрація (каз. Лесной ауылдық әкімдігі, рос. Лесная сельская администрация) — адміністративна одиниця у складі Карабалицького району Костанайської області Казахстану. Адміністративний центр та єдиний населений пункт — село Лісне.
Населення — 540 осіб (2021; 848 у 2009, 1357 у 1999, 1600 у 1989).
Станом на 989 рік існувала Єсенкольська сільська рада (села Лісне, Слов'янка, селище Єсенколь). Село Єсенколь було ліквідоване 2016 року, село Слов'янка — 2017 року. 2019 року Єсенкольський сільський округ перетворено в сільську адміністрацію.

## Склад
До складу округу входять такі населені пункти:
| Населений пункт | Старі назви | Населення, осіб (1989) | Населення, осіб (1999) | Населення, осіб (2009) | Населення, осіб (2021) |
| --------------- | ----------- | ---------------------- | ---------------------- | ---------------------- | ---------------------- |
| Єсенколь, село  | -           | 228                    | 132                    | 10                     | -                      |
| Лісне, село     | -           | 1118                   | 1036                   | 791                    | 540                    |
| Слов'янка, село | -           | 254                    | 189                    | 47                     | -                      |